# Aalst
Aalst (franceză Alost, în dialectul local: Oilsjt) este un oraș neerlandofon situat în provincia Flandra de Est, regiunea Flandra din Belgia. Este localizat pe râul Dender, la o distanță de 30 km NV de Bruxelles. Comuna Aalst este formată din localitățile Aalst, Baardegem, Erembodegem, Gijzegem, Herdersem, Hofstade, Meldert, Moorsel și Nieuwerkerken. Suprafața sa totală este de 78,12 km². La 1 ianuarie 2008 comuna avea o populație totală de 78.271 locuitori.

## Istoric
Primele atestări istorice ale orașului datează din secolul al 9-lea când era cunoscut sub numele de „villa Alost“, ce depindea de abația din Lobbes.
 Orașul se dezvoltă în timpul erei medievale, când devine un punct strategic pe drumul dintre Bruges și Koln, în locul unde acesta traversa râul Dender. În secolul al XI-lea, orașul trece din autoritatea Brabantului în cea a Flandrei, relațiile cu Brabantul sunt ilustrate de culorile roșu și alb de pe însemnul heralic al orașului. Construcția primăriei a început la jumătatea secolului al XII-lea și o face actualmente cea mai veche clădire de acest gen din Belgia. După incenidul din 1360, orașul a fost reconstruit în secolul al 15-lea în stil gotic, perioadă în care Aalst duce o viață prosperă datorită breslei țesătorilor, foarte activă în acea vreme și tipografiei înființate în 1473 de către Dirk Martens, un pioner al tiparului din sudul Țărilor de Jos.

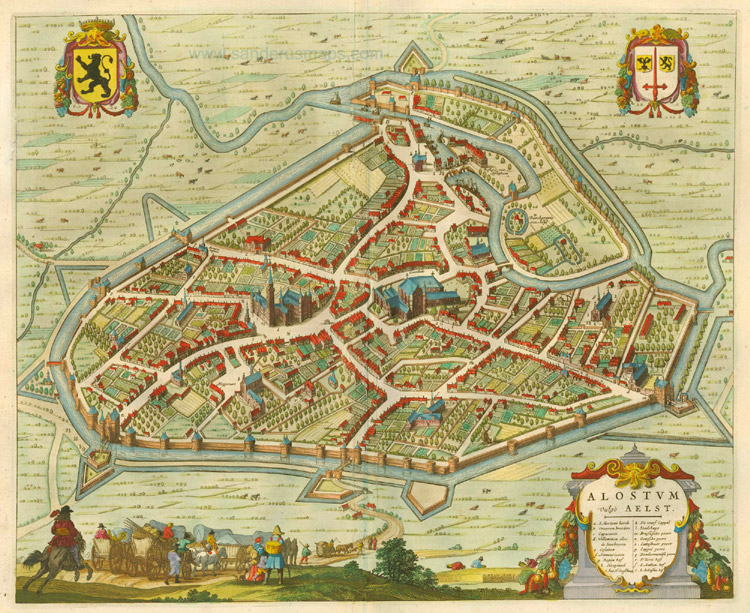
Harta orașului, 1651

Orașul a avut de suferit în urma Războiului de Optzeci de Ani (1568-1648), pentru ca mai apoi să fie ocupat de francezi din 1667 până spre sfârșitul secolului al 18-lea. Sub dominație francezâ, se dezvoltă și mai mult economia bazată pe producția de textile. Secolul al XIX-lea marchează crize sociale alimentate de Revoluția Industrială, când se ridică Parintele Adolf Daens ca si apărator al drepturilor muncitorilor. În secolul al XX-lea, Aalst a fost ocupat de trupele germane atât în primul cât și în cel de-Al Doilea Război Mondial.

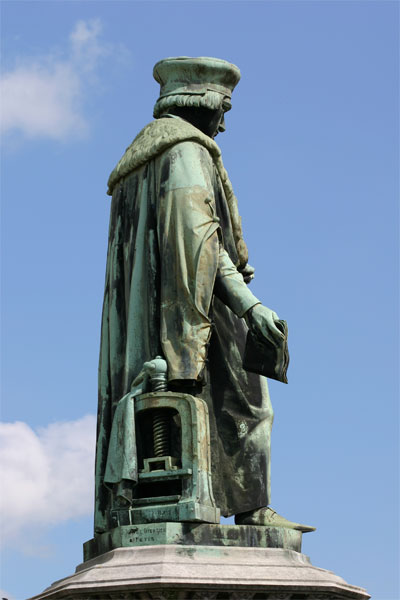
Statuia lui Dirk Martens

## Economia
Industria textilă reprezintă baza orașului încă din epoca dominației franceze, altă ramură prezentă în oraș fiind și industria constructoare de mașini, care produce utilaje pentru industria textilă. Zonele rurale au agricultura canalizată în jurul culturilor de orz, materie primă valoroasă pentru fabricile de bere din regiune.

## Evenimente
Aalst este celebru prin carnavalul sau celebrat în luna februarie a fiecărui an. În cadrul carnavalului este ales un „prinț“ căruia i se permite sa conducă orașul timp de 3 zile.

## Monumente
- Biserica Beghinajului din Aalst, ce datează din secolele 11-12, reconstruită în secolul 18, a fost luată în concesiune de comunitatea ortodocșilor români din Flandra Orientala. Astfel, din 2005 ființează aici Parohia Ortodoxă Română din Aalst, cu hramul Sfântul Apostol Andrei și Sfântul Materne (cu sediul Gent-Aalst; adresa pagina web : www.parohiaaalst.be).
- Biserica Sf. Martin, care datează din 1480 și este construită în stil gotic. În interiorul bisericii se pastrează o pictură realizată de Rubens.
- Tabernaculul construit în 1605, care pastrează sculpturi realizate de Hieronymus Duquesnoy cel Batrân.
- Turnul primăriei (Belfortul), care cuprinde un carilon cu 52 de clopote și Casa Aldermen din apropierea sa sunt monumente ce figurează pe lista patrimoniului mondial UNESCO din 1999.

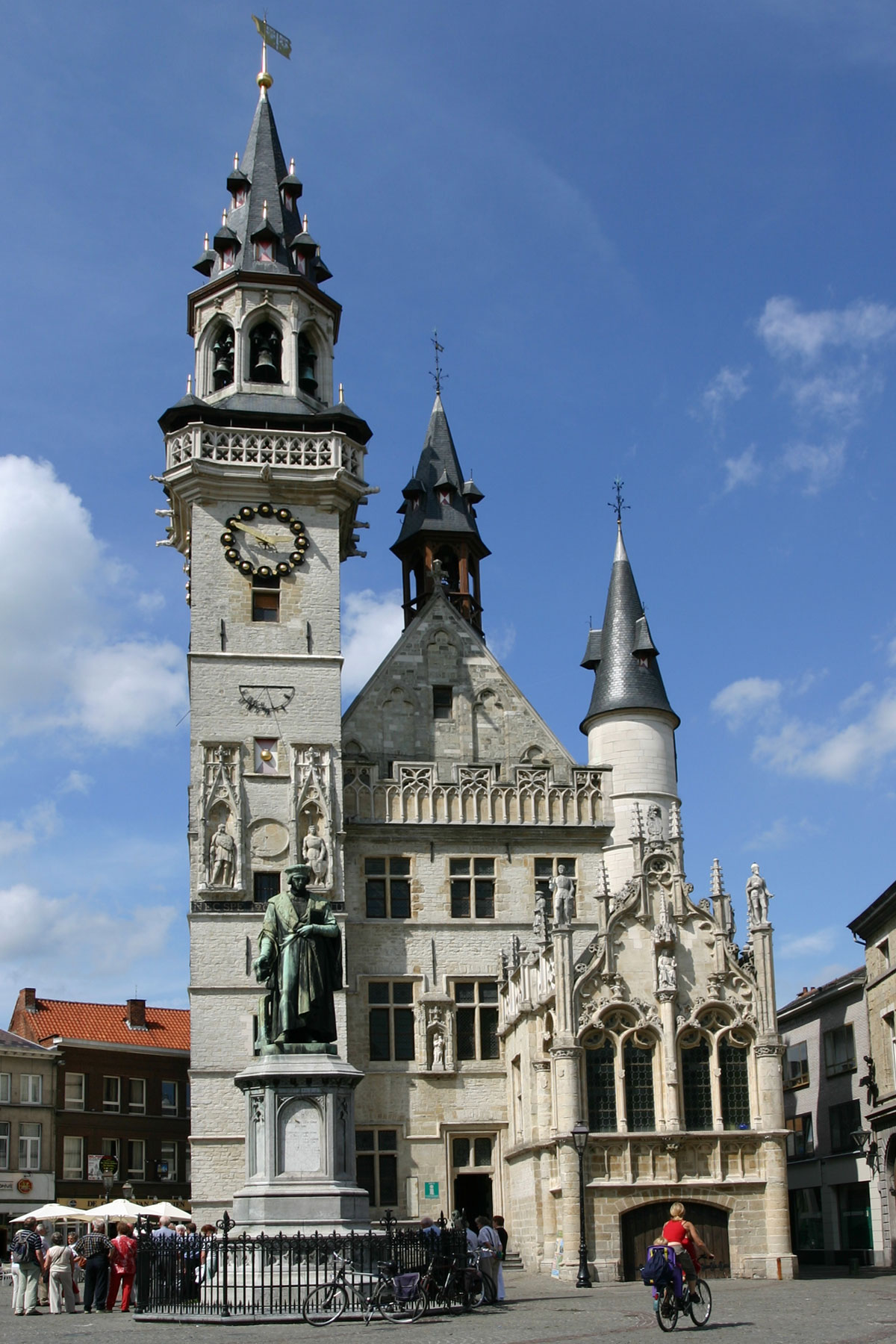
Aalst-Belfortul

- Statuia lui Dirk Martens, primul tipograf din Țările de Jos.

## Personalități
- Pieter Coecke van Aelst (1502-1550), pictor;
- Adolf Daens (1839-1907), preot și politician;
- Franz Cumont (1868-1947), arheolog, istoric și filolog;
- Louis D'Haeseleer (1911-1988), politician;
- Louis Paul Boon (1912-1979), scriitor;
- Mark De Bie (n. 1939), scenarist de televiziune;
- Sabine Appelmans (n. 1972), jucătoare de tenis;
- Peter Van Der Heyden (n. 1976), fotbalist;
- Rik D'Hiet (n. 1965), scenarist de televiziune;
- Patrick Lateur (n. 1949), translator de greacă și latină, poet;
- Jean-Paul Floru (n. 1969), politician în cadrul Partidului Conservator din Marea Britanie;
- Remco Evenepoel (n. 2000), ciclist.

## Localități înfrățite
- Bulgaria: Gabrovo;
- Țările de Jos: Oss.